# Łapacz samolotu

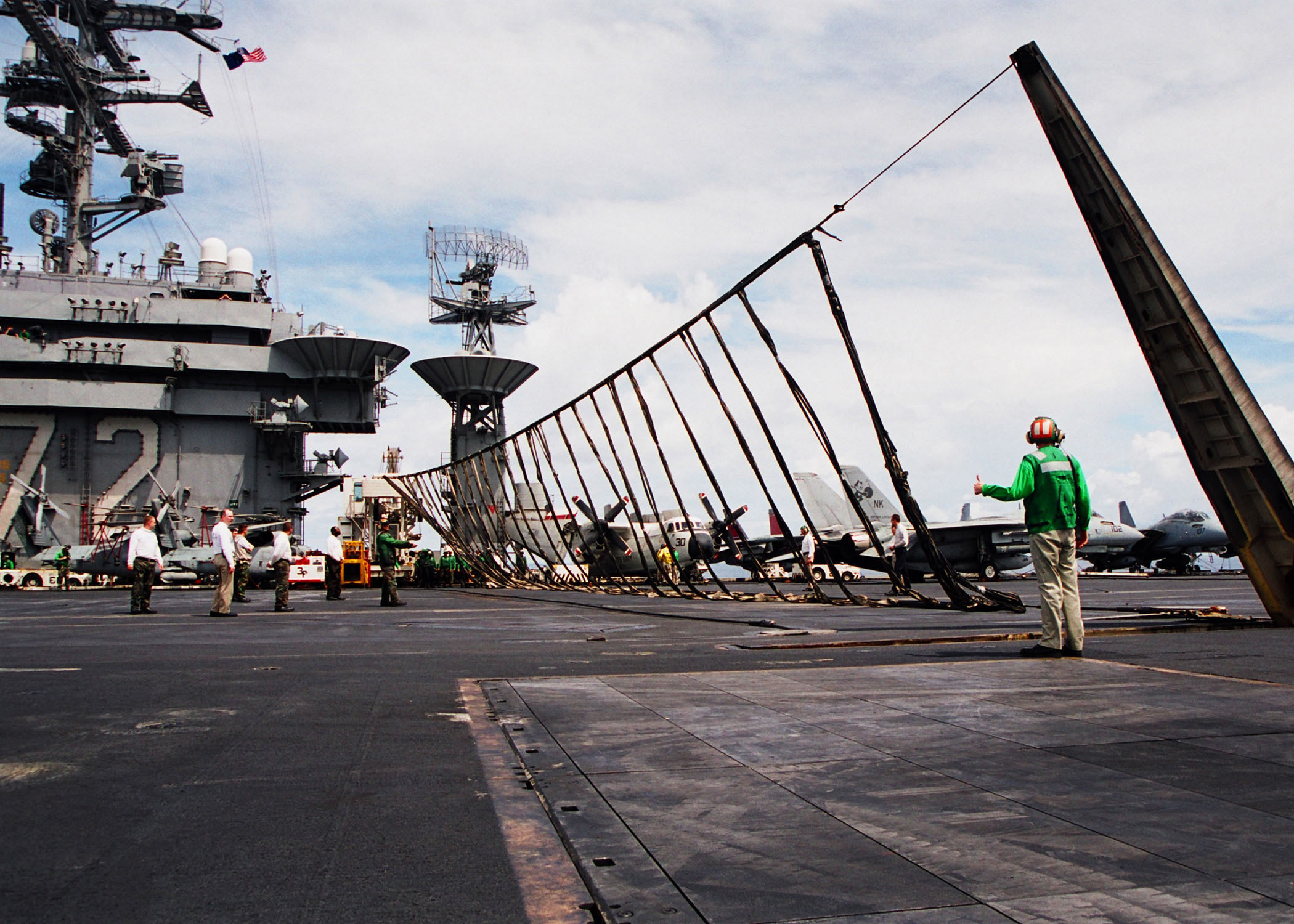
Łapacz sieciowy opuszczany po ćwiczeniach na lotniskowcu

Łapacz samolotu – urządzenie służące do skrócenia dobiegu samolotu (aerofiniszer) lub awaryjnego zatrzymania samolotu który nie ukończył dobiegu przed końcem pasa startowego.
Istnieją łapacze samolotów siatkowe i gruntowe. 

## Łapacz siatkowy
Na lotniskowcach oraz niektórych lotniskach lądowych stosuje się łapacze siatkowe. W ich skład wchodzi mocna sieć wykonana z pasów o dużym wydłużeniu (np. nylonowych) pionowo zamocowanych między dwiema stalowymi linami, rozpiętymi między dwoma podporami (słupami) w poprzek drogi lądowania. Liny są zamocowane do urządzeń hamulcowych (hydraulicznych lub pneumatycznych), o regulowanej charakterystyce, pozwalających na hamowanie samolotu według założonego programu, zależnego od masy samolotu i jego prędkości.
W czasie normalnych lotów, siatka jest położona płasko na ziemi lub pokładzie albo zwinięta i gotowa do użycia. W położeniu roboczym ustawia się ją w razie spodziewanego awaryjnego lądowania. Może być też podnoszona zdalnie w krótkim czasie.

## Łapacz gruntowy
Łapacz samolotów gruntowy to pas spulchnionej ziemi lub specjalnie usypanego żwiru o odpowiednim profilu. Zwykle ma długość kilkudziesięciu metrów i głębokość warstwy żwiru zmieniającą się od około 5 do 50 centymetrów. Gruntowy łapacz samolotów przylega bezpośrednio do końca utwardzonego pasa startowego. Podwozie samolotu, który nie zatrzymał się na pasie, grzęźnie w miękkim podłożu, wyhamowując samolot.

## EMAS
Nowszą wersją łapacza gruntowego jest  Engineered Materials Arresting System (EMAS) w którym zamiast spulchnionego gruntu lub żwiru, na końcu drogi lądowania układa się materiał o dobranej wytrzymałości i gęstości (dotychczas najlepszym materiałem jest lekki i kruchy beton). 

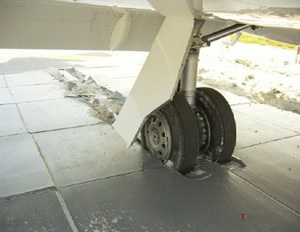
Koła samolotu wyhamowane w EMAS